# Mariage dans l'ombre
Pour plus de détails, voir Fiche technique et Distribution.
Mariage dans l'ombre (titre original allemand : Ehe im Schatten) est un film dramatique est-allemand réalisé par Kurt Maetzig et sorti en 1947 par DEFA.
Le film a été décrit comme une « tentative de confronter le peuple allemand à la morale du passé », étant le premier film à confronter le peuple à propos de la persécution des juifs et des atrocités commises pendant la Seconde Guerre mondiale,.
Le film se termine par une dédicace à l'acteur réel Joachim Gottschalk qui s'est suicidé avec sa femme juive Meta Wolff et leur fils de neuf ans, Michael.

## Synopsis
L'acteur Hans Wieland refuse de divorcer de sa femme actrice, Elisabeth, qui est juive, alors même qu'une pression extrême est exercée sur lui par les autorités nazies. Il l'emmène même à une première de l'un de ses films où elle est involontairement présentée à un haut responsable du parti nazi. En découvrant plus tard que la charmante femme à la première était en fait juive, il ordonne son arrestation. Hans Wieland reçoit un ultimatum de son ancien ami Herbert Blohm, maintenant fonctionnaire nazi au Reichskulturministerium (ministère de la Culture), pour se sauver en divorçant de sa femme. Sachant que sa femme mourra dans un camp de concentration, Hans Wieland rentre chez lui et boit du café contenant du poison tout en récitant ensemble la scène de clôture de la pièce tragique de Friedrich Schiller, Kabale und Liebe (Cabale et Amour).

## Fiche technique
Sauf indication contraire, les informations mentionnées dans cette section peuvent être confirmées par la base de données cinématographiques IMDb,  présente dans la section « Liens externes ».
- Titre original : Ehe im Schatten
- Titre français : Mariage dans l'ombre[3]
- Réalisation : Kurt Maetzig
- Assistant à la réalisation : Zlata Mehlers
- Scénario : Kurt Maetzig
- Photographie : Friedl Behn-Grund, Eugen Klagemann
- Montage : Alice Ludwig, Hermann Ludwig
- Musique : Wolfgang Zeller
- Costumes : Gertraud Recke
- Pays d'origine : Allemagne
- Langue originale : allemand
- Format : noir et blanc
- Genre : dramatique
- Durée : 104 minutes
- Dates de sortie :  
  - Allemagne : 3 octobre 1947 (Berlin, secteur soviétique)

## Distribution
- Paul Klinger : Hans Wieland
- Ilse Steppat : Elisabeth Maurer
- Alfred Balthoff : Kurt Bernstein
- Claus Holm : Dr. Herbert Blohm
- Willy Prager : Dr. Louis Silbermann
- Hans Leibelt : Fehrenbach
- Lothar Firmans : Staatssekretär
- Karl Hellmer : Gallenkamp
- Liselotte Lieck : Frau Hallwig (comme Lotte Lieck)
- Gerda Mallwitz : Ruth Hallwig (comme Gerda Malwitz)
- Walter Werner : Herr Hofbauer
- Alfred Maack : Voß
- Hilde von Stolz : Greta Koch
- Lilo Nowka : Dita Seiler
- Rudolf Lenel : Bühnenbildner Tornow
- Knut Hartwig : Blockwart
- Karl Hannemann : Gestapo-Mann
- Elly Burgmer : Tante Olga (comme Elli Burgmer)
- Hilde Gor : (non créditée)
- Lotte Loebinger : (non créditée)
- Egon Vogel : (non crédité)

## Accueil
Mariage dans l'ombre est le seul film à sortir simultanément dans tous les secteurs de Berlin occupé, le 3 octobre 1947. Produit dans les premières années d'après-guerre, c'est le film le plus réussi de cette période et est aussi largement considéré comme l'un des meilleurs films allemands. Le film connait un grand succès avec 12 888 153 billets vendus.
Maetzig et le directeur de la photographie Friedl Behn-Grund ont reçu le prix national de deuxième classe de la République démocratique allemande pour leur travail sur ce film. Le réalisateur a également reçu le tout premier prix Bambi, en 1948.